# اشوایلر

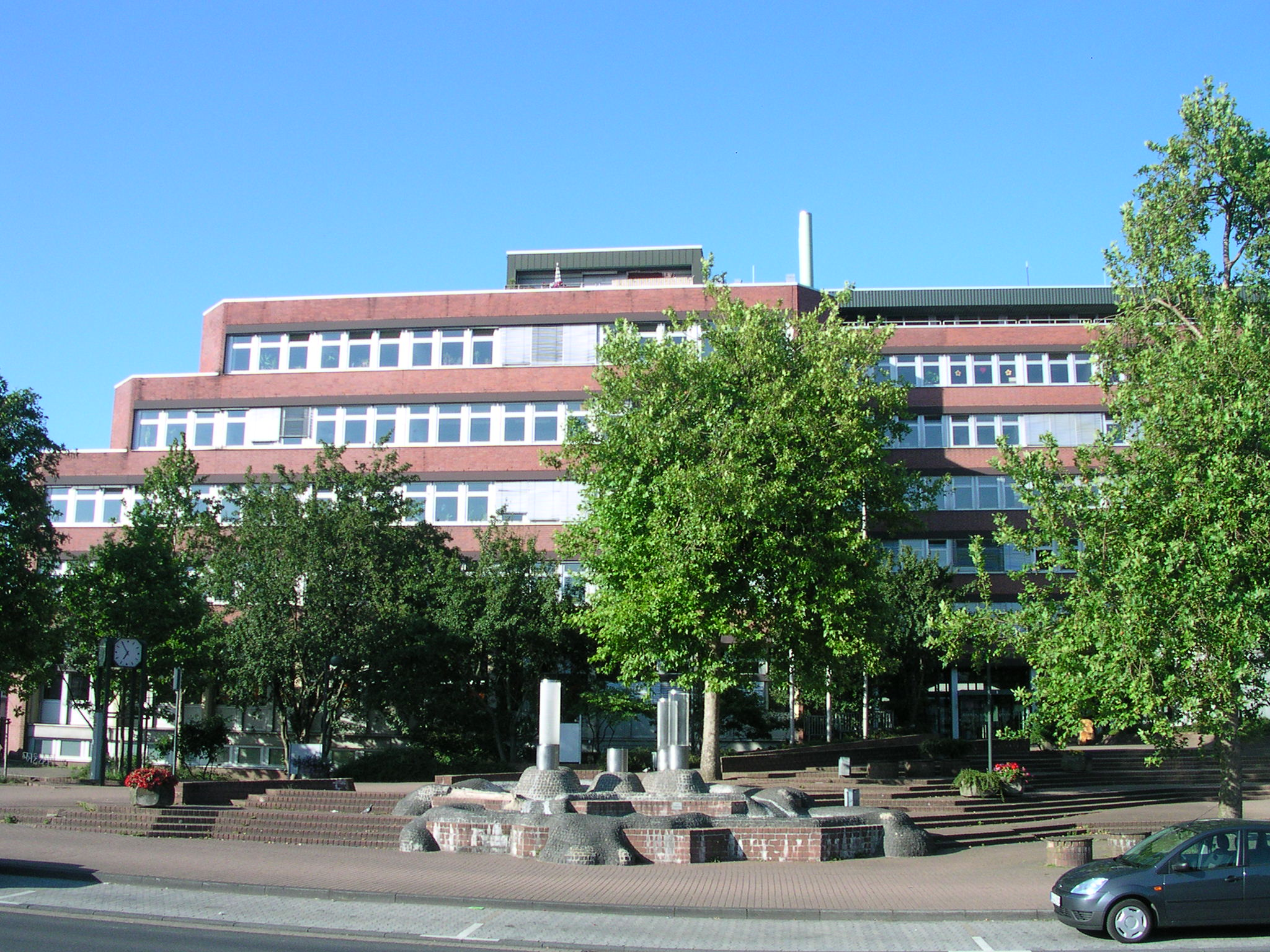
ساختمان تازه شهرداری اشوایلر درمیدان یوهانس-راو

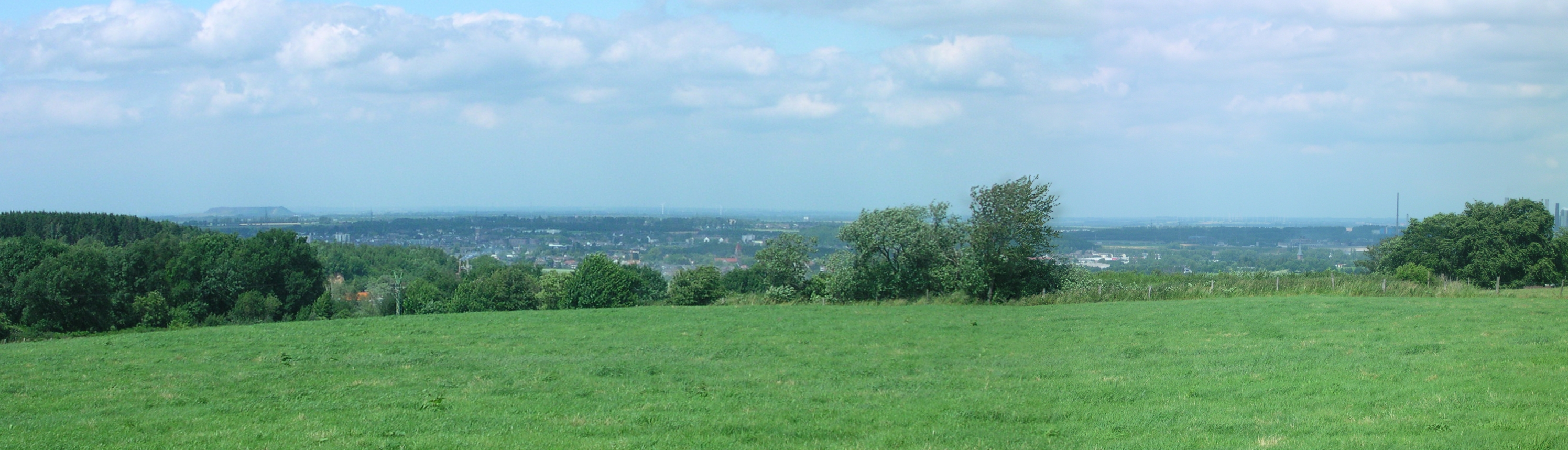

اشوایلر شهری است در ناحیه شهری آخن و ایالت نوردراین-وستفالن با جمعیت حدود ۵۶ هزار نفر و یک درصد جمعیت آلمان. این شهر در نزدیکی مرز سه کشور بلژیک، آلمان و هلند و در منتهی‌الیه غرب کشور آلمان قرار دارد. اشوایلر در کنار رود ایند واقع شده است. اشوایلر در ۱۵ کیلومتری شرق آخن و ۵۰ کیلومتری غرب کلن قرار دارد.